# صفحه‌آرایی

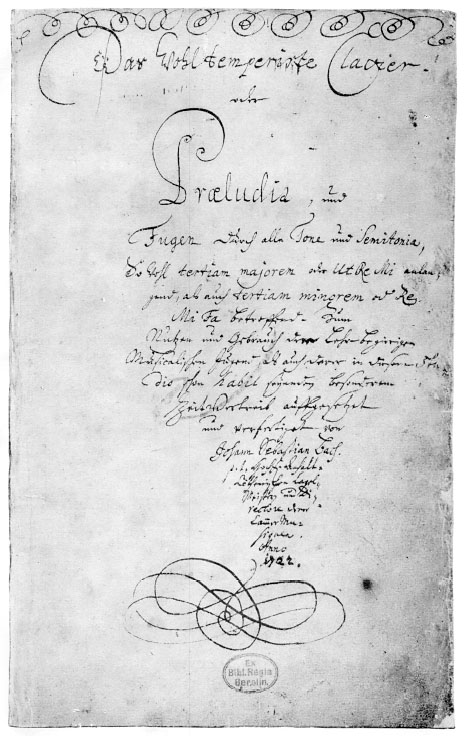
نمونه‌ای از صفحه‌آرایی قدیمی، سال ۱۷۲۲

طرح‌بندی (Layout)، دانش و روش آراستن یک سند، کتاب یا صفحه است. طرح‌بندی در نمودارهای گردش کار سیستم، الگوها، شکل خروجی چاپگر و دیگر زمینه‌ها هم کاربرد دارد.
هنگام طراحی یک وب سایت، بسیار مهم است که ابتدا یک قالب وایرفریم پیش نویس کنید، در صورت تمایل یک مدل، که در آن تمام بخش‌های حیاتی وب سایت، محتوای آنها و محل قرارگیری بخش را ذکر کنید. داشتن یک طرح بندی طراحی صفحه وب آماده برای دنبال کردن، در زمان توسعه بیشتر صرفه جویی می‌کند.
اگر از ابتدا شروع می‌کنید، اولین عنصری که باید اضافه کنید یک شبکه است. سیستم‌های گرید یک الگوی پایه برای چیدمان شما ایجاد می‌کنند. حاشیه‌ها و ناودان‌ها را به طول ثابتی تنظیم می‌کند و یک فضای مشخص برای اضافه کردن هر قطعه محتوا ایجاد می‌کند. به این ترتیب، ایده ای از آنچه که قرار است به این صفحه اضافه کنید دارید، و همان‌طور که به افزودن عناصر بیشتر ادامه می‌دهید، به‌طور پیش فرض به‌طور مساوی از یکدیگر فاصله می‌گیرند.
قانون یک سوم یک اصل طراحی رایج است که در عکاسی استفاده می‌شود. با این حال، می‌تواند برای طراحی وب نیز اعمال شود.
با قانون یک سوم، صفحه شما به سه بخش عمودی و همچنین افقی تقسیم می‌شود در مجموع نه بخش را به شما می‌دهد. با پیروی از این قانون، عناصری که در امتداد خطوط شبکه قرار می‌گیرند برای مخاطبان شما جذاب تر به نظر می‌رسند. چرا؟ زیرا فاصله آنها یکنواخت است. عناصر کلیدی صفحه شما توجه بازدید کننده را به یک خط شبکه جلب می‌کند، در حالی که بقیه صفحه با فضای منفی یا خالی متعادل می‌شود.
این تنظیمات برای بیننده احساس درستی می‌کند و می‌تواند به شما کمک کند صفحات وب ایجاد کنید که توجه بازدیدکنندگان شما را به مهم‌ترین عنصر در صفحه هدایت کند.

## تاریخچه
پیشینه صفحه آرایی در ایران، به گذشته‌های بسیار دور، یعنی زمانی که سومری‌ها بر روی لوحه‌های گلی، مفاهیم مرتبط با یکدیگر و ادامه‌داری را می‌نوشتند، بازمی‌گردد. شکل عینی نخستین کتاب‌ها، به صورت اتاقی بوده‌است که ورق‌های خشتی کتاب، که هر کدام چند سانتی‌متر ضخامت داشته‌اند، در طبقه‌های نصب شده به دیوارهای این اتاق قرار می‌گرفتند. سپس، پوست برخی از حیوانات برای تولید کتاب به کار می‌رود و پس از آن، کتابهای کاغذی رایج می‌شود.
در نخستین سده‌های هجری، کتاب آرایی مورد توجه قرار می‌گرفت و کتابخانه‌ها، شبکه‌های اداری و درباری و آموزشی، همگی در مسیر نسخه آرایی و فن کتاب سازی، هیأتی نظام مند پیدا کردند.
اوج هنر کتاب آرایی در ایران، به دوره تیموری مربوط است اما با شکست جانشینان تیمور و تسلط شاه اسماعیل صفوی بر هرات، از ارزش‌های بصری این هنر کاسته نمی‌شود و همچنان، بهترین دوره‌های تکاملی خود را می‌گذراند و فقط در اواخر دوره صفوی ست که هنر کتاب آرایی و نگارگری ایرانی، با تأثیرپذیری از غرب، به تدریج سیر نزولی آغاز می‌کند.
صفحه آرایی شاخه ای از هنرهای گرافیک است که موضوع آن ایجاد روابط مناسب و موزون بصری بین عناصر نوشتاری و تصویری در فضای مورد نظر می‌باشد و باعث جلب توجه مخاطب شود که او را به پیگیری، ترغیب و خواندن آن وادار کند.

## کاربرد صفحه‌آرایی
صفحه آرایی حوزه های مختلفی را شامل می‌شود و می‌توان گفت کاربرد صفحه آرایی بسیار گسترده تر از چیزی هست که اکثر افراد در ذهن خود دارند. عموم افراد صفحه آرایی را محدود به کتاب می دانند، اما آنچه از کاربرد صفحه آرایی نمی دانند کاربرد این حرفه در آماده سازی تقریبا اکثر تولیدات انتشاراتی و تبلیغاتی است. به جز کتاب از صفحه آرایی برای آماده‌سازی نشریه، کاتالوگ و بروشور، پمفلت‌ها، رزومه و پروپزال‌ها، گزارش فعالیت، طراحی پلنرها، تقویم و سررسیدها، اوراق اداری، پوسترها و بسیاری از موارد دیگر استفاده می‌شود. (برگرفته از سایت نشرآنلاین)  